# カメリア会
社会福祉法人カメリア会（カメリアかい）は、老人福祉施設や児童福祉施設を運営する社会福祉法人である。湖山医療福祉グループに属する。

## 概要
社会福祉法人カメリア会は、湖山医療福祉グループに属し、2006年（平成18年）12月26日に設立される。
2008年（平成20年）4月に児童福祉施設をオープンし、2010年に東京都江東区亀戸に特別養護老人ホームカメリアを開設した。
現在はカメリアの他、特別養護老人ホームカメリア桜ヶ丘（神奈川県平塚市）、墨田区特別養護老人ホームなりひらホーム（東京都墨田区）、特別養護老人ホームカメリア藤沢SST（神奈川県藤沢市）、荒川区特別養護老人ホームサンハイム荒川（東京都荒川区）、千代田区いきいきプラザ一番町（東京都千代田区）の6つの特養を運営している。

## 年表
- 2006年（平成18年）12月26日 - 社会福祉法人カメリア会 設立
- 2008年（平成20年）4月 - 児童福祉施設（東京都江東区） 開設
- 2010年（平成22年）3月 - 特別養護老人ホームカメリア 開設
- 2011年（平成23年）9月 - 訪問介護ステーションカメリア 開設
- 2013年（平成25年）2月 - グループホームカメリア ISO9001取得
  - 4月 - コヤマカレッジ スカイツリー教室 開講
- 2014年（平成26年）2月 - 特別養護老人ホームカメリア、ショートステイカメリア、デイサービスセンターカメリアISO9001取得
- 2015年（平成27年）2月 - 訪問介護ステーションカメリア、居宅介護支援事業所カメリア ISO9001取得
  - 3月 - 特別養護老人ホームカメリア桜ヶ丘、ショートステイカメリア桜ヶ丘、居宅介護支援事業所カメリア桜ヶ丘 開設
  - 4月 - 児童福祉施設（神奈川県川崎市） 指定管理開始
- 2016年（平成28年）4月 - 墨田区特別養護老人ホームなりひらホーム 指定管理開始
  - 4月 - 訪問介護ステーションなりひらと訪問介護ステーションカメリアが合併
  - 6月 - コヤマカレッジ 桜ヶ丘教室 開講
- 2017年（平成29年）4月 - 荒川区立特別養護老人ホームサンハイム荒川 指定管理開始
  - 4月 - 特別養護老人ホームカメリア藤沢SST、ショートステイカメリア藤沢SST 開設
  - 5月 - 特別養護老人ホームカメリア桜ヶ丘、ショートステイカメリア桜ヶ丘、居宅介護支援事業所カメリア桜ヶ丘 ISO9001取得
  - 10月 - 川崎市子どもの生活・学習支援事業 こどもひろば・いっぽ 指定管理開始
- 2018年（平成30年）4月 - いきいきプラザ（墨田区）指定管理開始
  - 5月 - 渋谷区つばめの里・本町東（特別養護老人ホーム）、渋谷区つばめの里・本町東（短期入所生活介護）、渋谷区つばめの里・本町東高齢者在宅サービスセンター（通所介護）、渋谷区つばめの里・本町東高齢者在宅サービスセンター（国基準・区独自）、渋谷区グループホームつばめの里・本町東（グループホーム）指定管理開始
  - 5月 - 特別養護老人ホームカメリア桜ヶ丘が6床増床し、126床となる。
  - 11月 - 東京都江東区亀戸に職員寮「MOUNT APARTMENT」が建設される。
  - 12月 - 居宅介護支援事業所カメリアが運営休止
- 2019年（平成31年）3月20日 - カメリア会法人本部の引き渡しを受ける渋谷区
  - 3月 - 居宅介護支援事業所カメリア桜ヶ丘が事業廃止
  - 4月 - 南千住中部在宅高齢者通所サービスセンター 指定管理開始
  - 4月 - ショートステイカメリアが10床転換し、特別養護老人ホームカメリアが100床から110床に、ショートステイカメリアが30床から20床になる。
- 2020年（令和2年）
  - 2月 - 墨田区特別養護老人ホームなりひらホーム、なりひらホーム ショートステイ、なりひら居宅介護支援事業所 ISO9001取得
  - 2月 - 渋谷区グループホームつばめの里・本町東（グループホーム） ISO9001取得
  - 3月 - 川崎市子どもの生活・学習支援事業 こどもひろば・いっぽの指定管理が終了する。
  - 4月 - なりひら高齢者在宅サービスセンター 一般型デイサービスの定員が45名から40名に変更となる。（日曜日は45名から15名へ変更）
  - 8月 - 荒川区立特別養護老人ホーム サンハイム荒川の定員数が56床から59床へ増床となる。
- 2021年（令和3年）
  - 3月 - 渋谷区恵比寿西二丁目複合施設（渋谷区恵比寿西二丁目高齢者在宅サービスセンター、渋谷区グループホーム恵比寿西二丁目）指定管理開始
  - 3月 - なりひら高齢者在宅サービスセンター 配食サービスの委託事業が終了する。
  - 6月 - 特別養護老人ホームカメリア藤沢SSTの定員数が130床から144床へ増床となる。
  - 11月 - 特別養護老人ホームカメリア藤沢SSTが「第9回かながわ感動介護大賞」最優秀賞を受賞する。
- 2022年（令和4年）
  - 2月  - 居宅介護支援事業所カメリアが事業廃止
  - 2月  - デイサービスセンターカメリアが事業廃止
  - 6月  - 法人本部が東京都江東区亀戸に移転
- 2023年（令和5年）
  - 3月  - 渋谷区つばめの里・本町東 指定管理終了
  - 3月  - いきいきプラザ（墨田区） 指定管理終了
  - 4月  - 千代田区いきいきプラザ一番町 指定管理開始
- 2024年（令和6年）
  - 2月  - 訪問介護ステーションなりひらが事業廃止
- 2025年（令和7年）　　
  - 2月  - 特別養護老人ホームカメリア桜ヶ丘が132床に、ショートステイが34床となる。
  - 4月  - 恵比寿西二丁目複合施設 指定管理終了

## 沿革

### 社会福祉法人カメリア会 設立
2006年（平成18年）12月26日に、東京都江東区に社会福祉法人カメリア会が誕生した。
江東区の選定に、湖山医療福祉グループが選ばれ、亀島小学校跡地に介護老人保健施設（医療法人社団湖聖会 介護老人保健施設キーストーン）、特別養護老人ホーム、児童福祉施設の3施設を建てる計画が進められた。
2007年（平成19年）1月に児童福祉施設の工事が始まり、2008年（平成20年）3月に竣工。4月1日、オープンした。
同年9月に特別養護老人ホームカメリアの工事が始まった。
2009年（平成21年）12月、特別養護老人ホームカメリアが竣工。

### 特別養護老人ホームカメリア
2010年（平成22年）3月1日、特別養護老人ホームカメリア、ショートステイカメリア、グループホームカメリア、デイサービスセンターカメリア、居宅介護支援事業所カメリアが開設する。
同年の8月22日、施設に隣接するグラウンド「旧亀島小学校記念公園」を使用して、大規模なお祭りイベント「亀島まつり」が開催される。
近隣2町会（宮元町会、天神町会）と同敷地内に整備されている介護老人保健施設キーストーン（医療社団法人湖聖会・千葉）と共同で企画、運営を行い毎年約1,300名の来客者が訪れ、地域の一大イベントとして近隣の住民に認知される。
2011年（平成23年）9月、特別養護老人ホームカメリアに訪問介護ステーションカメリアが開設される。
2013年（平成25年）2月、グループホームカメリアがISO9001を取得する。同年の4月、コヤマカレッジ スカイツリー教室が開校する。
2014年（平成26年）2月、特別養護老人ホームカメリア、ショートステイカメリア、デイサービスセンターカメリアがISO9001を取得した。
同年の8月30日、第五回亀島まつりが開催され、この年から千葉商科大学とも連携した亀島まつりの企画、運営が始まる。
2015年（平成27年）2月、訪問介護ステーションカメリア、居宅介護支援事業所カメリアがISO9001を取得する。
2016年（平成28年）4月、訪問介護ステーションカメリアが訪問介護ステーションなりひらと統合し、閉鎖する。
2018年（平成30年）12月31日、居宅介護支援事業所カメリアが運営休止となる。
2019年（平成31年）4月、ショートステイカメリアが10床転換し、特別養護老人ホームカメリアが100床から110床に、ショートステイカメリアが30床から20床になる。
2022年（令和4年）2月28日、居宅介護支援事業所カメリア、デイサービスセンターカメリアが事業廃止となる。

### 特別養護老人ホームカメリア桜ヶ丘
2013年（平成25年）10月に特別養護老人ホームカメリア桜ヶ丘の工事が始まる。
2015年（平成27年）1月、特別養護老人ホームカメリア桜ヶ丘が竣工。
同年の3月1日に特別養護老人ホームカメリア桜ヶ丘、ショートステイカメリア桜ヶ丘、居宅介護支援事業所カメリア桜ヶ丘が開設される。
4月1日からは、神奈川県川崎市にて児童福祉施設の指定管理が始まる。
2017年（平成29年）5月、特別養護老人ホームカメリア桜ヶ丘、ショートステイカメリア桜ヶ丘、居宅介護支援事業所カメリア桜ヶ丘がISO9001を取得する。
2018年（平成30年）5月、特別養護老人ホームカメリア桜ヶ丘が6床増床し、126床となる。
2019年（平成31年）3月1日、居宅介護支援事業所カメリア桜ヶ丘が事業休止となる。
2025年（令和7年）2月1日、特別養護老人ホームが132床に、ショートステイが34床となる。

### 墨田区特別養護老人ホームなりひらホーム
2016年（平成28年）4月1日、墨田区特別養護老人ホームなりひらホームの指定管理が開始する。同時に訪問介護ステーションなりひらが訪問介護ステーションカメリアと統合する。
2019年（平成31年）2月、なりひら高齢者在宅サービスセンター 一般型デイサービス、なりひら高齢者在宅サービスセンター 認知症デイサービス、訪問介護ステーションなりひらがISO9001を取得する。
2020年（令和2年）2月、墨田区特別養護老人ホームなりひらホーム、なりひらホーム ショートステイ、なりひら居宅介護支援事業所がISO9001を取得する。
2020年（令和2年）4月、なりひら高齢者在宅サービスセンター 一般型デイサービスの定員が45名から40名に変更となる。（日曜日は45名から15名へ変更）
2021年（令和3年）3月、なりひら高齢者在宅サービスセンター 配食サービスの委託事業が終了となる。
2024年（令和6年）2月、訪問介護ステーションなりひらが事業廃止となる。

### 特別養護老人ホームカメリア藤沢SST
2015年（平成27年）12月18日より特別養護老人ホームカメリア藤沢SSTの工事が開始される。
2016年（平成28年）7月20日に特別養護老人ホームカメリア藤沢SST開設準備室がオープンとなる。
2017年（平成29年）4月1日に特別養護老人ホームカメリア藤沢SST、ショートステイカメリア藤沢SSTが開設される。
同年、10月28日に「平成29年度 藤沢市『緑と花のまちづくり』コンクール」金賞を受賞する。
2019年（平成31年）2月、特別養護老人ホームカメリア藤沢SST、ショートステイカメリア藤沢SSTがISO9001を取得する。
2021年（令和3年）6月、特別養護老人ホームカメリア藤沢SSTが130床から144床へ増床となる。
2021年（令和3年）11月29日に「第9回かながわ感動介護大賞」最優秀賞を受賞する。

### 荒川区立特別養護老人ホーム サンハイム荒川
2017年（平成29年）4月1日より荒川区立特別養護老人ホーム サンハイム荒川の指定管理が開始する。
2019年（平成31年）2月、荒川区立特別養護老人ホーム サンハイム荒川 短期入所生活介護（ショートステイ）、サンハイム荒川 居宅介護支援事業所がISO9001を取得する。
2019年（平成31年）4月1日より、荒川区立サンハイム荒川 在宅高齢者通所サービスセンターは荒川区立南千住中部在宅高齢者通所サービスセンターと統合する。
2019年（平成31年）4月1日より、高齢者来食サービス 「おげんきランチ」から「食・動クラブ つる」、「食・動クラブ かめ」となる。
2020年（令和2年）8月より、荒川区立特別養護老人ホーム サンハイム荒川の定員数が56床から59床へ増床となる。

### 千代田区いきいきプラザ一番町
2023年（令和5年）4月1日より、千代田区いきいきプラザ一番町の指定管理が開始する。

### 南千住中部在宅高齢者通所サービスセンター
2019年（平成31年）4月1日より南千住中部在宅高齢者通所サービスセンター 指定管理が開始する。

### カメリア会 法人本部
2019年（平成31年）に完成。
2019年（平成31年）3月、東京都渋谷区本町に法人本部を移転する。
2022年（令和4年）6月、東京都江東区亀戸に法人本部を移転する。

## 事業所
- 特別養護老人ホームカメリア
  - 特別養護老人ホームカメリア
  - ショートステイカメリア
  - グループホームカメリア
- 特別養護老人ホームカメリア桜ヶ丘
  - 特別養護老人ホームカメリア桜ヶ丘
  - ショートステイカメリア桜ヶ丘
- 墨田区特別養護老人ホームなりひらホーム
  - なりひらホーム 特別養護老人ホーム
  - なりひらホーム ショートステイ
  - なりひら高齢者在宅サービスセンター 一般型デイサービス
  - なりひら高齢者在宅サービスセンター 認知症対応型デイサービス
  - なりひら高齢者支援総合センター
  - なりひら高齢者みまもり相談室
  - なりひら居宅介護支援事業所
- 特別養護老人ホームカメリア藤沢SST
  - 特別養護老人ホームカメリア藤沢SST
  - ショートステイカメリア藤沢SST
- 荒川区立特別養護老人ホームサンハイム荒川
  - 荒川区立特別養護老人ホーム サンハイム荒川
  - 短期入所生活介護（ショートステイ）
  - サンハイム荒川 居宅介護支援事業所
  - 食・動クラブ
  - 南千住東部地域包括支援センター
  - 南千住東部高齢者みまもりステーション
  - 南千住西部地域包括支援センター
  - 南千住西部高齢者みまもりステーション
- 荒川区立南千住中部在宅高齢者通所サービスセンター
- 千代田区いきいきプラザ一番町
  - 千代田区立一番町特別養護老人ホーム
  - 短期入所生活介護（ショートステイ）
  - 千代田区立一番町高齢者在宅サービスセンター（デイサービス）
  - 千代田区立一番町高齢者在宅サービスセンター（認知症対応型デイサービス）
  - 千代田区立一番町指定居宅介護支援事業所
  - 区民施設（多目的ホール・会議室・区民ギャラリー・温水プール・健康コーナー・売店）